# Ер Србија
Ер Србија (Air Serbia, стилизовано као AirSERBIA) је национална авио-компанија Србије са седиштем у Београду. Ер Србија је наследник националне компаније Србије, односно Југославије (компаније Аеропут, ЈАТ и Jat Airways).  Авио-чвориште компаније је београдски аеродром Никола Тесла. Власник авиокомпаније је Влада Републике Србије са 100% удела у компанији. Првобитно је национални авио-превозник Уједињених Арапских Емирата, Етихад ервејз, имао удео од 49% у Ер Србији, да би Република Србија крајем 2021. купила 31% акција, оставивши тако однос од 82% / 18%. Дана 13. новембра 2023, министар финансија Синиша Мали је објавио да је Србија и званично постала апсолутни власник авио-компаније.
На конференцији за новинаре, одржаној 1. августа 2013, саопштено је да ће се авиопарк Ер Србије састојати од 10 нових авиона типа Ербас А319 и да ће унутрашњост авиона бити уређена по узору на авионе Етихад ервејза. На истој конференцији саопштено је да су у току преговори са Боингом и Ербасом о набавци нових авиона. Недуго затим поручено је 10 нових летелица Ербас А320neo, али је поруџбина у 2019. години отказана. Као подршка туристичкој сезони у 2016. години флота је проширена и изнајмљеним авионом Бомбардје CRJ900. Исте 2016 године набављен је и широкотрупни Ербас А330-200 који се од 23. јуна користи за летове ка Њујорку.
До 15. октобра 2017 превезено је 10 милиона путника, добре 4 године након основања компаније.

## Дестинације
Ово је списак свих одредишта до којих српска авио-компанија Ер Србија лети на својим редовним линијама:
| Град                      | Ознака Аеродрома | Ознака Аеродрома | Аеродром                          | Авион                                   | Смер                    |
| Град                      | IATA             | ICAO             | Аеродром                          | Авион                                   | Смер                    |
| ------------------------- | ---------------- | ---------------- | --------------------------------- | --------------------------------------- | ----------------------- |
| Албанија                  |                  |                  |                                   |                                         |                         |
| Тирана                    | TIA              | LATI             | Аеродром Тирана                   | АТР-72                                  | BEG-TIA-BEG             |
| Аустрија                  |                  |                  |                                   |                                         |                         |
| Беч                       | VIE              | LOWW             | Аеродром Беч                      | АТР-72                                  | BEG-VIE-BEG             |
| Салцбург                  | SZG              | LOWS             | Аеродром Салцбург                 | Ербас А319                              | INI-SZG-INI             |
| Белгија                   |                  |                  |                                   |                                         |                         |
| Брисел                    | BRU              | EBBR             | Аеродром Брисел                   | Ербас А319                              | BEG-BRU-BEG             |
| Босна и Херцеговина       |                  |                  |                                   |                                         |                         |
| Бања Лука                 | BNX              | LQBK             | Аеродром Бања Лука                | АТР-72                                  | BEG-BNX-BEG             |
| Сарајево                  | SJJ              | LQSA             | Аеродром Сарајево                 | АТР-72                                  | BEG-SJJ-BEG             |
| Мостар                    | OMO              | LQMO             | Аеродром Мостар                   | АТР-72                                  | BEG-OMO-BEG             |
| Бугарска                  |                  |                  |                                   |                                         |                         |
| Софија                    | SOF              | LBSF             | Аеродром Софија                   | АТР-72                                  | BEG-SOF-BEG             |
| Грчка                     |                  |                  |                                   |                                         |                         |
| Атина                     | ATH              | LGAV             | Аеродром Елефтериос Венизелос     | Ербас А319                              | BEG-ATH-BEG             |
| Солун                     | SKG              | LGTS             | Аеродром Македонија               | АТР-72                                  | BEG-SKG-BEG             |
|                           |                  |                  |                                   |                                         |                         |
| Данска                    |                  |                  |                                   |                                         |                         |
| Копенхаген                | CPH              | EKCH             | Аеродром Каструп                  | Ербас А319                              | BEG-CPH-BEG             |
| Италија                   |                  |                  |                                   |                                         |                         |
| Бари                      | BRI              | LIBD             | Аеродром Карол Војтила            | АТР-72                                  | BEG-BRI-BEG             |
| Болоња                    | BLQ              | LIPE             | Аеродром Гуљермо Маркони          | Ербас А319                              | INI-BLQ-INI             |
| Венеција                  | VCE              | LIPZ             | Аеродром Марко Поло               | АТР-72                                  | BEG-VCE-BEG             |
| Милано                    | MXP              | LIMC             | Аеродром Малпенса                 | Ербас А319                              | BEG-MXP-BEG             |
| Рим                       | FCO              | LIRF             | Аеродром Леонардо да Винчи        | Ербас А319                              | BEG-FCO-BEG INI-FCO-INI |
| Трст                      | TRS              | LIPQ             | Аеродром Ронки ди Легионари       | АТР-72                                  | BEG-TRS-BEG             |
| Кипар                     |                  |                  |                                   |                                         |                         |
| Ларнака                   | LCA              | LCLK             | Аеродром Ларнака                  | Ербас А319                              | BEG-LCA-BEG             |
| Малта                     |                  |                  |                                   |                                         |                         |
| Валета                    | MLA              | LMML             | Аеродром Лука                     | Ербас А319                              | BEG-MLA-BEG             |
| Немачка                   |                  |                  |                                   |                                         |                         |
| Берлин                    | BER              | EDDB             | Аеродром Берлин-Брандербург       | Ербас А319                              | BEG-BER-BEG             |
| Диселдорф                 | DUS              | EDDL             | Аеродром Диселдорф                | Ербас А319                              | BEG-DUS-BEG             |
| Келн                      | CGN              | EDDK             | Аеродром Конрад Аденауер          | Ербас А319                              | BEG-CGN-BEG             |
| Нирнберг                  | NUE              | EDDN             | Аеродром Албрехт Дирер            | Ербас А319                              |                         |
| Франкфурт                 | FRA              | EDDF             | Аеродром Франкфурт                | Ербас А319                              | BEG-FRA-BEG             |
| Хан                       | HHN              | EDFH             | Аеродром Франкфурт-Хан            | Ербас А319                              | INI-HHN-INI             |
| Хановер                   | HAJ              | EDDV             | Аеродром Хановер                  | Ербас А319                              | BEG-HAJ-BEG             |
| Штутгарт                  | STR              | EDDS             | Аеродром Штутгарт                 | Ербас А319                              | BEG-STR-BEG             |
| Норвешка                  |                  |                  |                                   |                                         |                         |
| Осло                      | OSL              | ENGM             | Аеродром Осло-Гардермоен          | Ербас А319                              | BEG-OSL-BEG             |
| Румунија                  |                  |                  |                                   |                                         |                         |
| Букурешт                  | OTP              | LROP             | Аеродром Хенри Коанда             | АТР-72                                  | BEG-OTP-BEG             |
| Русија                    |                  |                  |                                   |                                         |                         |
| Краснодар                 | KRR              | URKK             | Аеродром Пашковски                | Ербас А319                              | BEG-KRR-BEG             |
| Ростов на Дону            | ROV              | URRR             | Аеродром Платов                   | Ербас А319                              | BEG-ROV-BEG             |
| Санкт Петербург           | LED              | ULLI             | Аеродром Пулково                  | Ербас А319                              | BEG-LED-BEG             |
| Сочи                      | AER              | URSS             | Аеродром Сочи                     | Ербас А319                              | BEG-AER-BEG             |
| Северна Македонија        |                  |                  |                                   |                                         |                         |
| Скопље                    | SKP              | LWSK             | Аеродром Скопље                   | АТР-72                                  | BEG-SKP-BEG             |
| Сједињене Америчке Државе |                  |                  |                                   |                                         |                         |
| Њујорк                    | JFK              | KJFK             | Аеродром Џон Ф. Кенеди            | Ербас А330                              | BEG-JFK-BEG             |
| Чикаго                    | ORD              | KORD             | Аеродром О’Хара                   | Ербас А330                              | BEG-ORD-BEG             |
| Словенија                 |                  |                  |                                   |                                         |                         |
| Љубљана                   | LJU              | LJLJ             | Аеродром Љубљана                  | АТР-72 Ербас А319                       | BEG-LJU-BEG INI-LJU-INI |
| Србија                    |                  |                  |                                   |                                         |                         |
| Београд                   | BEG              | LYBE             | Аеродром Никола Тесла             | АТР-72 Ербас А319 Ербас А320 Ербас А330 |                         |
| Ниш                       | INI              | LYNI             | Аеродром Константин Велики        | Ербас А319                              |                         |
| Краљево                   | KVO              | LYKV             | Аеродром Морава                   | АТР-72                                  | KVO-VIE-KVO             |
| Турска                    |                  |                  |                                   |                                         |                         |
| Истанбул                  | IST              | LTFM             | Аеродром Истанбул                 | Ербас А319                              | BEG-IST-BEG             |
| Уједињено Краљевство      |                  |                  |                                   |                                         |                         |
| Лондон                    | LHR              | EGLL             | Аеродром Хитроу                   | Ербас А319                              | BEG-LHR-BEG             |
| Француска                 |                  |                  |                                   |                                         |                         |
| Лион                      | LYS              | LFLL             | Аеродром Сент Егзипери Лион       | Ербас А319                              | BEG-LYS-BEG             |
| Ница                      | NCE              | LFMN             | Аеродром Азурна Обала             | Ербас А319                              | BEG-NCE-BEG             |
| Париз                     | CDG              | LFPG             | Аеродром Шарл де Гол              | Ербас А319 Ербас А320                   | BEG-CDG-BEG             |
| Холандија                 |                  |                  |                                   |                                         |                         |
| Амстердам                 | AMS              | EHAM             | Аеродром Схипхол                  | Ербас А319 Ербас A320                   | BEG-AMS-BEG             |
| Хрватска                  |                  |                  |                                   |                                         |                         |
| Дубровник                 | DBV              | LDDU             | Аеродром Дубровник                | АТР-72 Ербас А319                       | BEG-DBV-BEG             |
| Загреб                    | ZAG              | LDZA             | Аеродром Загреб                   | АТР-72                                  | BEG-ZAG-BEG             |
| Пула                      | PUY              | LDPL             | Аеродром Пула                     | АТР-72                                  | BEG-PUY-BEG             |
| Сплит                     | SPU              | LDSP             | Аеродром Сплит                    | АТР-72 Ербас А319                       | BEG-SPU-BEG             |
| Ријека                    | RJK              | LDRI             | Аеродром Ријека                   | АТР-72                                  | BEG-RJK-BEG             |
| Задар                     | ZAD              | LDZD             | Аеродром Задар                    | АТР-72                                  | BEG-ZAD-BEG             |
| Црна Гора                 |                  |                  |                                   |                                         |                         |
| Подгорица                 | TGD              | LYPG             | Аеродром Подгорица                | АТР-72 Ербас А319 Ербас А320            | BEG-TGD-BEG             |
| Тиват                     | TIV              | LYTV             | Аеродром Тиват                    | АТР-72 Ербас А319 Ербас A320            | BEG-TIV-BEG INI-TIV-INI |
| Чешка                     |                  |                  |                                   |                                         |                         |
| Праг                      | PRG              | LKPR             | Аеродром Вацлав Хавел             | АТР-72                                  | BEG-PRG-BEG             |
| Швајцарска                |                  |                  |                                   |                                         |                         |
| Цирих                     | ZRH              | LSZH             | Аеродром Цирих                    | Ербас А319 Ербас А320                   | BEG-ZRH-BEG             |
| Шведска                   |                  |                  |                                   |                                         |                         |
| Стокхолм                  | ARN              | ESSA             | Аеродром Арланда                  | Ербас А319                              | BEG-ARN-BEG             |
| Шпанија                   |                  |                  |                                   |                                         |                         |
| Барселона                 | BCN              | LEBL             | Аеродром Барселона                | Ербас А319 Ербас А320                   | BEG-BCN-BEG             |
| Валенсија                 | VLC              | LEVC             | Аеродром Валенсија                | Ербас А319                              | BEG-VLC-BEG             |
| Мадрид                    | MAD              | LEMD             | Аеродром Адолфо Суарез            | Ербас А319                              | BEG-MAD-BEG             |
| Палма де Мајорка          | PMI              | LEPA             | Аеродром Сон Сант Хуан            | Ербас А319                              | BEG-PMI-BEG             |
| Португалија               |                  |                  |                                   |                                         |                         |
| Лисабон                   | LIS              | LPPT             | Аеродром Хумберто Делгато Лисабон | Ербас А320Ербас А319                    | BEG-LIS-BEG             |
| Кина                      |                  |                  |                                   |                                         |                         |
| Тјенђин                   | TSN              | ZBTJ             | Аеродром Тјенђин-Бинхај           | Ербас А330                              | BEG-TSN-BEG             |
| Гуангџоу                  | CAN              | ZGGG             | Aеродром Гуангџоу Баијун          | Ербас А330                              | BEG-CAN-BEG             |

## Код шер
Ер Србија, у сарадњи са другим авио-компанијама, нуди следеће дестинације:
| Град              | Ознака Аеродрома | Ознака Аеродрома | Аеродром                             | Смер                | Напомена                                  |
| Град              | IATA             | ICAO             | Аеродром                             | Смер                | Напомена                                  |
| ----------------- | ---------------- | ---------------- | ------------------------------------ | ------------------- | ----------------------------------------- |
| Адрија ервејз     |                  |                  |                                      |                     |                                           |
| Љубљана           | LJU              | LJLJ             | Аеродром Јоже Пучник                 | BEG-LJU-BEG         |                                           |
| Аерофлот          |                  |                  |                                      |                     |                                           |
| Москва            | SVO              | UUEE             | Аеродром Шереметјево                 | BEG-SVO-BEG         |                                           |
| Санкт Петербург   | LED              | ULLI             | Аеродром Пулково                     | BEG-SVO-LED-SVO-BEG |                                           |
| Сочи              | AER              | URSS             | Аеродром Сочи                        | BEG-SVO-AER-SVO-BEG |                                           |
| Алиталија         |                  |                  |                                      |                     |                                           |
| Рим               | FCO              | LIRF             | Аеродром Фјумићино-Леонардо да Винчи | BEG-FCO-BEG         |                                           |
| Милано            | MXP              | LIMC             | Аеродром Малпенса Милано             | BEG-MXP-BEG         |                                           |
| Ер Франс          |                  |                  |                                      |                     |                                           |
| Бордо             | BOD              | LFBD             | Аеродром Бордо                       | BEG-CDG-BOD-CDG-BEG |                                           |
| Брест             | BES              | LFRB             | Аеродром Бретања                     | BEG-CDG-BES-CDG-BEG |                                           |
| Лион              | LYS              | LFLL             | Аеродром Сент Егзипери               | BEG-CDG-LYS-CDG-BEG |                                           |
| Марсељ            | MRS              | LFML             | Аеродром Марсељ Прованс              | BEG-CDG-MRS-CDG-BEG |                                           |
| Мексико           | MEX              | MMMX             | Аеродром Бенито Хуарес               | BEG-CDG-MEX-CDG-BEG |                                           |
| Монпеље           | MPL              | LFMT             | Аеродром Монпеље Медитеран           | BEG-CDG-MPL-CDG-BEG |                                           |
| Монтреал          | YUL              | CYUL             | Аеродром Монтреал-Трудо              | BEG-CDG-YUL-CDG-BEG |                                           |
| Нант              | NTE              | LFRS             | Аеродром Нант Атлантик               | BEG-CDG-NTE-CDG-BEG |                                           |
| Ница              | NCE              | LFMN             | Аеродром Азурна обала                | BEG-CDG-NCE-CDG-BEG |                                           |
| Париз             | CDG              | LFPG             | Аеродром Шарл де Гол                 | BEG-CDG-BEG         |                                           |
| Рио де Жанеиро    | GIG              | OTBD             | Аеродром Галеон                      | BEG-CDG-GIG-CDG-BEG |                                           |
| Сао Пауло         | GRU              | SBGR             | Аеродром Кумбика                     | BEG-CDG-GRU-CDG-BEG |                                           |
| Торонто           | YYZ              | CYYZ             | Аеродром Торонто Пирсон              | BEG-CDG-YYZ-CDG-BEG |                                           |
| Тулуз             | TLS              | LFBO             | Аеродром Блањак                      | BEG-CDG-TLS-CDG-BEG |                                           |
| Хавана            | HAV              | MUHA             | Аеродром Хосе Марти                  | BEG-CDG-HAV-CDG-BEG |                                           |
| Етихад ервејз     |                  |                  |                                      |                     |                                           |
| Абу Даби          | AUH              | OMAA             | Аеродром Абу Даби                    | BEG-AUH-BEG         |                                           |
| Аман              | AMM              | OJAI             | Аеродром Краљица Алија               | BEG-AUH-AMM-AUH-BEG |                                           |
| Багдад            | BGW              | ORBI             | Аеродром Багдад                      | BEG-AUH-BGW-AUH-BEG |                                           |
| Басра             | BSR              | ORMM             | Аеродром Басра                       | BEG-AUH-BSR-AUH-BEG |                                           |
| Бахреин           | BAH              | OBBI             | Аеродром Бахреин                     | BEG-AUH-BAH-AUH-BEG |                                           |
| Бризбејн          | BNE              | YBBN             | Аеродром Бризбејн                    | BEG-AUH-BNE-AUH-BEG |                                           |
| Дамам             | DMM              | OEDF             | Аеродром Краљ Фахд                   | BEG-AUH-DMM-AUH-BEG |                                           |
| Доха              | DOH              | OTBD             | Аеродром Доха                        | BEG-AUH-DOH-AUH-BEG |                                           |
| Дубаи             | DXB              | OMDB             | Аеродром Дубаи                       | BEG-AUH-BEG         | превоз аутобусом од Абу Дабија до Дубаија |
| Картум            | KRT              | HSSS             | Аеродром Картум                      | BEG-AUH-KRT-AUH-BEG |                                           |
| Коломбо           | CMB              | VCBI             | Аеродром Бандаранаике                | BEG-AUH-CMB-AUH-BEG |                                           |
| Кувајт            | KWI              | OKBK             | Аеродром Кувајт                      | BEG-AUH-KWI-AUH-BEG |                                           |
| Лагос             | LOS              | DNMM             | Аеродром Муртала Мухамед             | BEG-AUH-LOS-AUH-BEG |                                           |
| Маскат            | MCT              | OOMS             | Аеродром Маскат                      | BEG-AUH-MCT-AUH-BEG |                                           |
| Медина            | MED              | OEMA             | Аеродром Принц Мухамед               | BEG-AUH-MED-AUH-BEG |                                           |
| Мелбурн           | MEL              | YMML             | Аеродром Мелбурн                     | BEG-AUH-MEL-AUH-BEG |                                           |
| Најроби           | NBO              | HKJK             | Аеродром Џомо Кењата                 | BEG-AUH-NBO-AUH-BEG |                                           |
| Перт              | PER              | YPPH             | Аеродром Перт                        | BEG-AUH-PER-AUH-BEG |                                           |
| Ријад             | RUH              | OERK             | Аеродром Краљ Халид                  | BEG-AUH-RUH-AUH-BEG |                                           |
| Сејшели           | SEZ              | FSIA             | Аеродром Сејшели                     | BEG-AUH-SEZ-AUH-BEG |                                           |
| Сиднеј            | SYD              | YSSY             | Аеродром Кингсфорд Смит              | BEG-AUH-SYD-AUH-BEG |                                           |
| Џеда              | JED              | OEJN             | Аеродром Краљ Абдулазиз              | BEG-AUH-JED-AUH-BEG |                                           |
| Иџијан ерлајнс    |                  |                  |                                      |                     |                                           |
| Ираклион          | HER              | LGIR             | Аеродром Никос Казанцакис            | BEG-ATH-HER-ATH-BEG |                                           |
| Митилена          | MJT              | LGMT             | Аеродром Одисеас Елитис              | BEG-ATH-MJT-ATH-BEG |                                           |
| Родос             | RHO              | LGRP             | Аеродром Диагорас                    | BEG-ATH-RHO-ATH-BEG |                                           |
| Ханија            | CHQ              | LGSA             | Аеродром Ханија                      | BEG-ATH-CHQ-ATH-BEG |                                           |
| КЛМ               |                  |                  |                                      |                     |                                           |
| Амстердам         | AMS              | EHAM             | Аеродром Схипхол                     | BEG-AMS-BEG         |                                           |
| ЛОТ Полиш ерлајнс |                  |                  |                                      |                     |                                           |
| Варшава           | WAW              | EPWA             | Аеродром Фредерик Шопен              | BEG-WAW-BEG         |                                           |
| Остријан ерлајнс  |                  |                  |                                      |                     |                                           |
| Беч               | VIE              | LOWW             | Аеродром Беч                         | BEG-VIE-BEG         |                                           |
| ТАРОМ             |                  |                  |                                      |                     |                                           |
| Букурешт          | OTP              | LROP             | Аеродром Хенри Коанда                | BEG-OTP-BEG         |                                           |
| Кишињев           | KIV              | LUKK             | Аеродром Кишињев                     | BEG-OTP-KIV-OTP-BEG |                                           |

## Бивше дестинације
Следи списак бивших дестинација до којих су Аеропут, Југословенски аеротранспорт и Јат ервејз и Ер Србија некада летели.

### Азија
- Израел - Тел Авив
- Индија - Калкута, Мумбај
- Индонезија - Џакарта
- Ирак - Багдад
- Иран - Техеран
- Јордан - Аман
- Кувајт
- Либан - Бејрут
- Малезија - Куала Лумпур
- Кина - Пекинг
- Пакистан - Карачи
- Сингапур
- Сирија - Дамаск
- Тајланд - Бангкок
- Уједињени Арапски Емирати - Абу Даби, Дубаи

### Африка
- Алжир - Алжир
- Египат - Каиро
- Либија - Триполи
- Тунис - Тунис, Монастир

### Европа
- Аустрија - Грац, Клагенфурт, Линц
- Белорусија - Минск
- Бугарска - Варна
- Италија - Торино
- Кипар - Пафос
- Мађарска - Будимпешта
- Немачка - Карлсруе, Минхен, Фридрихсхафен, Хамбург
- Португал - Лисабон
- Румунија - Темишвар
- Северна Македонија - Битољ, Охрид
- Словачка - Братислава
- Словенија - Блед, Марибор, Порторож
- Србија - Нови Сад, Приштина, Трстеник, Ужице
- Турска - Анкара
- Уједињено Краљевство - Бирмингем, Манчестер
- Украјина - Кијев, Лавов
- Француска - Базел/Лион, Милуз
- Финска - Хелсинки
- Хрватска - Борово, Осијек, Шибеник
- Чешка - Брно
- Црна Гора - Бар, Беране, Жабљак, Херцег Нови
- Швајцарска - Женева, Санкт Гален
- Шведска - Гетеборг, Малме
- Шпанија - Ђирона

### Океанија
- Аустралија - Мелбурн, Перт, Сиднеј

### Северна Америка
- Канада - Ванкувер, Монтреал, Торонто
- Сједињене Америчке Државе - Детроит, Кливленд, Лос Анђелес

## Летови ка САД
Министарка грађевинарства, саобраћаја и инфраструктуре Србије Зорана Михајловић и амерички амбасадор у Београду Мајкл Кирби потписали су 11. маја споразум о ваздушном саобраћају Србије и САД. У новембру 2015. године директор компаније Дане Кондић најавио је да ће Ер Србија успоставити директне летове ка Њујорку од јуна 2016, што је и учињено, па се летови обављају пет пута седмично летелицом Ербас 330-200, која је набављена путем лизинга од партнера или Етихад групације директно. Планирано је да друга дуголинијска дестинација буде Пекинг. Тиме ће ова авио-компанија постати једина на Балкану која лети директно за САД. Летови између Београда и неког града у САД прекинути су 24 године раније.
У фебруару 2016. објављено је да ће први лет на линији Београд – Њујорк бити спроведен 23. јуна исте године. Ербас А330-200 полетаће из Београда понедељком, уторком и четвртком у 07.30 ујутру, док ће петком и суботом полетати у 12.55. Трајање лета биће око девет и по сати лети и десет и по сати зими (због јачих ветрова). Бројеви летова биће JU500 и JU501, који су се и раније користили.
Авион Ербас А330 назван је Никола Тесла, по познатом српском научнику. Први лет на релацији Београд—Њујорк успешно је обављен 23. јуна 2016. године.
Од 17. маја 2023. године, Ер Србија је увела директан лет на релацији Београд—Чикаго, са авионима Airbus A330-200, са два поласка недељно.
Током 2024. године, најављена је даља експанзија на северноамеричком континенту. Аеродром у Мајамију је потврдио планове Ер Србије за успостављање летова.

## Летови ка Кини
Од 09.12.2022 се поново директно лети до Кине, увођењем лета између Београда и Тјенђина, четвртог највећег града у Кини. "Ер Србија" успоставља директне летове до Кине после 22 године, односно од октобра 2000. када је тадашњи ЈАТ последњи пут летео за Пекинг. Летови између два града обављаће се једном недељно – од Београда до Тјенђина петком, а повратни недељом. Лет Београд–Тјенђин учврстиће привредне везе Србије и Кине, поручила је премијерка Ана Брнабић.
На аеродрому "Никола Тесла" у Београду организована је конференција поводом првог лета широкотрупног авиона "Ер Србија" за Тјенђин, који ће полетети данас у 14.10 часова.
Летови између Београда и Тјенђина обављаће се авионима "ербас А330" из дуголинијске флоте "Ер Србије", а просечно трајање лета је 10 часова од Београда до Тјенђина и 12 часова од Тјенђина до Београда.
Ер Србија је ставила у продају летове између Београда и Гуангџоуа. Летови ће се обављати од 30. септембра два пута недељно, понедељком, петком одмах иза поноћи са авионом типа "ербас А330".

## Флота
Флота Ер Србије се по подацима од лета 2023. године састоји од следећих авиона:
| Авион         | У флоти | Наруџбине | Број седишта | Број седишта | Број седишта | Белешке |
| Авион         | У флоти | Наруџбине | Б            | Е            | Укупно       | Белешке |
| ------------- | ------- | --------- | ------------ | ------------ | ------------ | --- |
| Ербас A319     | 10      | −         | 8            | 136          | 144          | Регистарске ознаке: YU URS, YU APA, YU APB, YU APC, YU APD, YU APE, YU APF, YU APK, YU APL, YU APL, YU APM, YU APN                 |
| Ербас 320     | 3       | —         | 6            | 168          | 174          | YU APH, YU APO |
| Ербас 330-200 | 2       | 1         | 18           | 236          | 254          | У посебној ливерији "Никола Тесла" (YU-ARB). У посебној ливерији "Михајло Пупин"(YU-ARC) У посебној ливерији "Експо 2027" (YU-ARD) |
| АТР 72        | 10      | —         |              | 72           | 72           | АТР 72-600 поседују 72 места. |
| Ембраер Е195  | —       | 2         |              | 118          | 118          | YU ATA, YU ATB |
| Укупно        | 25      | 3         |              |              |              | |

## Ливреја
Авиони су обојени у нову шему, специјално осмишљену за Ер Србију. На репу авиона се налази стилизовани двоглави орао - грб Републике Србије, који ће се такође наћи на доњем делу авиона у црвеној боји. Боје присутне на авиону су оне које се налазе на српској застави.
Посебно осмишљена ливреја се налази на авионима типа Боинг 737-300, преузетим из Јат Ервејза, који се користе за чартер саобраћај у склопу ћерке компаније Авиолет.
| Тип авиона    | Изглед ливерије на авиону |
| ------------- | ------------------------- |
| Ербас A320-200 |                           |
| АТР 72-600    |                           |
| Eрбас А320    |                           |

## Авиолет
Авиолет је бивша сестринска чартер авио-компанија Ер Србије са седиштем у Београду. У својој последњој години пословања имао је флоту од 3 авиона Боинг 737-300 наслеђених од ЈАТ Ервејза. Обзиром на чињеницу да су први од ових авиона достављени још 1985. године, Авиолет бренд угашен је у фебруару 2021. године, када је Ер Србија донела одлуку да повуче из употребе и последње авионе овог типа, услед техничке застарелости. Од лета 2021. године, чартер саобраћај обавља се на авионима главне флоте Ер Србије. Најстарији авион из Авиолет флоте, са регистарском ознаком YU-AND, након повлачења из саобраћаја дониран је Музеју Ваздухопловства.